# NGC 6045B
NGC 6045B (другие обозначения — DRCG 34-81, PGC 84720) — линзообразная галактика (S0) в созвездии Геркулес.
Этот объект не входит в число перечисленных в оригинальной редакции «Нового общего каталога» и был добавлен позднее.